# Forbidden Peak
Der Forbidden Peak (dt. etwa „Verbotener Gipfel“) ist ein Berg in den North Cascades nahe dem Cascade Pass im Skagit County im US-Bundesstaat Washington.  Am Forbidden Peak gibt es die West-Ridge-Route, die zu den Fifty Classic Climbs of North America gezählt wird.:113–117 Der Berg wurde 1940 erstmals von einer Seilschaft von Fred Beckey, Helmy Beckey, Jim Crooks, Lloyd Anderson und Dave Lind bestiegen.

## Klima
Der Mix-up Peak liegt in einer „Marine West Coast“ genannten Klimazone des westlichen Nordamerika.:15 Die meisten Wetterfronten stammen vom Pazifik und bewegen sich nordostwärts auf die Kaskadenkette zu. Wenn die Fronten die North Cascades erreichen, werden sie durch die hohen Gipfel gezwungen aufzusteigen, was zu teils heftigen Niederschlägen in Form von Regen oder Schnee führt (Stauwirkung der Gebirge). Daraus resultieren hohe Niederschlagsmengen auf der Westseite der Kaskaden, insbesondere im Winter in Form von Schnee. Während der Wintermonate ist der Himmel normalerweise bedeckt, aber aufgrund der Hochdrucksysteme über dem Pazifik im Sommer sehr oft wolkenlos oder nur sehr gering bewölkt.:16 Aufgrund des maritimen Einflusses neigt der Schnee dazu, feucht und damit schwer zu sein, so dass eine hohe Lawinengefahr besteht.:16
| Klawatti Peak Eldorado Peak | Primus Peak/Tricouni Peak | Mount Logan (Washington)                     |
| Mount Torment               | Kompass                   |                                              |
|                             | Johannesburg Mountain     | Boston Peak/Sahale Mountain Buckner Mountain |